# Gammarus uludagi
Gammarus uludagi is een vlokreeftensoort uit de familie van de Gammaridae. De wetenschappelijke naam van de soort is voor het eerst geldig gepubliceerd in 1975 door G.S. Karaman.
Deze 11 mm (man) grote gammaride komt voor in berggebieden in het westen van aziatisch Turkije en het Griekse eiland Lesbos. Het habitat wordt gevormd door koele beken met een hoog gehalte aan zuurstof.